# II Lwowski Batalion Etapowy
II Lwowski batalion etapowy – oddział wojsk wartowniczych i etapowych w okresie II Rzeczypospolitej pełniący między innymi służbę ochronną na granicy polsko-sowieckiej.

## Formowanie i zmiany organizacyjne
Formowanie pododdziałów etapowych rozpoczęto na przełomie 1918-1919.
W myśl rozkazu Naczelnego Dowództwa WP L24550/IV, rozkazem oficerskim nr 1 z 19 sierpnia 1919, z wszystkich formacji etapowych podległych DOE „Lwów“, sformowano 6 batalionów etapowych. 5 batalion etapowy (II Lwowski be) uzupełniono z kadry wartowniczej przy batalionie zapasowym 40 pułku piechoty. W jego skład weszły wszystkie formacje etapowe w powiatach: Horodenka, Zaleszczyki i Śniatyn. Były to kompanie etapowe:2.(1 pluton),3.,11.,18.,22.,26.,27.,28.,29.,55. Z nich utworzono etatowe 4 kompanie etapowe batalionu. Dowódcą batalionu został por. Stanisław Rarogiewicz, a mp dowództwa batalionu stały się Zaleszczyki.
Otrzymał on nazwę okręgu generalnego, w którym powstał i kolejny numer porządkowy oznaczany cyfrą rzymską.
W myśl rozkazu NDWP nr 2900/IV z 30 stycznia 1920 5 batalion etapowy stacjonujący w Zaleszczyki otrzymał nazwę II Lwowski batalion etapowy.
Do batalionu wcielono żołnierzy starszych wiekiem i o słabszej kondycji fizycznej. Oficerowie i podoficerowie nie mieli większego doświadczenia bojowego. Batalion nie posiadał broni ciężkiej, a broń indywidualną żołnierzy stanowiły stare karabiny różnych wzorów z niewielką ilością amunicji. 
10 września 1920 batalion przebywał na koncentracji wojsk etapowych 6 Armii w Winnikach. Liczył wtedy w stanie żywionych 4 oficerów oraz 84 podoficerów i szeregowców, w stanie bojowym zaś 7 oficerów oraz 221 podoficerów i szeregowców(sic!).
W lutym 1921 bataliony etapowe przejęły ochronę granicy polsko-rosyjskiej. Początkowo pełniły ją na linii kordonowej, a w maju zostały przesunięte bezpośrednio na linię graniczną z zadaniem zamknięcia wszystkich dróg, przejść i mostów.  
W 1921 bataliony etapowe ochraniające granicę przekształcono w bataliony celne.
II Lwowski batalion etapowy wspólnie z VI Lwowskim batalionem etapowym utworzyły 24 batalion celny.

## Dowódcy batalionu
- kpt. Stanisław Rarogiewicz[10]
- por. Józef Englert[10]
- por. Karol Adamski[10]